# Мартин, Гектор
Гектор Мартин (нидерл. Hector Martin; 26 декабря 1898, Руселаре,  Бельгия — 9 августа 1972,  Руселаре,  Бельгия ) — бельгийский профессиональный шоссейный велогонщик в 1925-1935 годах.  Победитель однодневных велогонок: Бенш — Шиме — Бенш (1924),  Бордо — Париж (1928).

## Достижения
1924
1-й  Бенш — Шиме — Бенш
1925
1-й  — Этапы 14, 16 и 17 Тур де Франс
3-й Тур Фландрии
3-й Бордо — Париж
10-й Париж — Брюссель
1927
1-й Париж — Нант
9-й Тур де Франс — Генеральная классификация
1-й  — Этапы 3 и 22
 Лидер в генеральной классификации после Этапов 7-10
1928
1-й Бордо — Париж
3-й Чемпионат Фландрии
9-й Париж — Рубе
1929
2-й Бордо — Париж
3-й GP Wolber
1930
4-й Бордо — Париж
6-й Париж — Рубе
7-й Тур Страны Басков — Генеральная классификация
1931
4-й Тур Фландрии

## Статистика выступлений

### Гранд-туры
| Гранд-тур      | 1925 | 1926 | 1927 | 1928 | 1929 |
| -------------- | ---- | ---- | ---- | ---- | ---- |
| Джиро д’Италия | —    | —    | —    | —    | —    |
| Тур де Франс   | 14   | —    | 9    | НФ   | НФ   |

| —  | Не участвовал  |
| НФ | Не финишировал |